# P-63 (航空機)
P-63 キングコブラ
USAAF P-63A-9-BE 42-69654号機(撮影年不詳)
- 用途：戦闘機、ターゲット・ドローン
- 分類：陸上戦闘機
- 製造者：ベル・エアクラフト社
- 運用者

  -  アメリカ合衆国（陸軍航空隊、陸軍航空軍）
  -  ソビエト連邦（ソ連空軍、防空軍）
  -  フランス（フランス空軍）
- 初飛行：1942年12月7日
- 生産数：3,303機
- 運用開始：1943年10月
- 退役

  - 1951年（フランス空軍）
- 運用状況：退役
- ユニットコスト：65,914米ドル（1945年）[1]

P-63 キングコブラ（Bell P-63 Kingcobra）は、アメリカ合衆国のベル社が開発し、第二次世界大戦中期にアメリカ陸軍航空軍等で使用された単発単座レシプロ戦闘機。アメリカ陸軍航空軍をはじめ、連合国側で運用された。
愛称の「キングコブラ(Kingcobra)」は、コブラ科の蛇、「キングコブラ」。

## 概要
ベル・エアクラフト社によって開発されたP-39は胴体中央（操縦席の後）に液冷式のレシプロエンジンを置き、プロペラ軸を通った大口径機関砲を機首に装備するという野心的な設計だった。しかし、高高度性能が貧弱だったため戦闘機としては苦戦を強いられた。この後継機として、同じレイアウトで高度による性能低下問題を解決した発展型が本機である。
XP-63は1941年6月27日に試作機の発注を受けた。初飛行は1942年12月7日。高々度性能を改善するため2段過給器を備えたアリソン V-1710エンジンを搭載し翼の形を変更した。また機体全体を若干P-39よりもスケールアップさせており、全長は0.75m伸びている。基本的なスタイルはP-39を踏襲しているが、パーツは全て新規設計となっている。なお、量産決定は初飛行前の1942年9月に下されている。
性能的にはかなり向上したものの、P-47,P-51と比較すると低速で上昇力も劣っていた。更にP-39の半分以下という著しく短い航続距離が決定打となり、陸軍ではP-63の一部を国内の練習部隊に配備した以外は、約2400機をソ連へのレンドリース機として輸出した。ソ連では迎撃戦闘機として利用された。戦後はフランスにも供与され、インドシナ紛争時には対地攻撃で使用された。総生産機数は3,305機。

## 派生型
派生型の内最も有名なのは有人標的機RP-63「ピンボール」である。これは爆撃機の銃手の実射演習用に開発されたもので、武装・オリジナル装甲を撤去した代わりに外板全面をジュラルミン厚板で貼り直し、全面オレンジに塗装して、風防には防弾ガラスをはめ込んでいた。訓練生は対空射撃訓練用機材として開発された鉛・ベークライト複合材製BB弾を使用する空気銃マクグラシャン・エアマシンガンを搭載した訓練機フェアチャイルド AT-21 ガンナーから本機を撃った。命中した弾頭が砕け散って機体に衝撃が伝わると、スピナ先端の赤ランプが点滅するという仕組みがあり、即座に結果が判明した。
訓練機は陸軍航空隊の他アメリカ海軍の訓練にも使用され300機以上生産された。

## 要目
- 乗員：1 名
- 全幅：11.68m
- 全長：9.96m
- 全高：3.84m
- 重量：2,892Kg
- 全備重量：3,992Kg
- 発動機：アリソン V-1710-93 液冷12気筒 1,325hp
- 最高速度：660Km/h (高度 7,620m)
- 実用上昇限度：13,106m
- 航続距離：724Km
- 武装
  - 37mm 機関砲×1
  - 12.7mm 機銃×2(機首)
  - 12.7mm 機銃×2(主翼下面)
  - 爆弾 500LBs(227Kg)

## 各型
XP-63
試作機。
P-63A
初期量産型。
P-63B
パッカード・マーリン V-1650-5エンジン搭載型。計画のみ。
P-63C
V-1710-117エンジン搭載。
P-63D
キャノピーを涙滴型に変更、主翼を拡大。V-1710-109エンジン搭載。1機のみ製造。
P-63E
自動車型キャノピー搭載、主翼を拡大。V-1710-109エンジン搭載。2,930機発注、13機製造。
P-63F
エンジン換装。尾翼を縦に拡張。

## 現存する機体
参考 現存軍用機一覧
| 型名                   | 番号             | 機体写真 | 国名         | 保存施設/管理者                                          | 公開状況 | 状態     | 備考 |
| ---------------------- | ---------------- | -------- | ------------ | -------------------------------------------------------- | -------- | -------- | --- |
| P-63A-1-BE             | 42-68864         |          | アメリカ     | パームスプリングス航空博物館                             | 公開     | 飛行可能 | 「Pretty Polly」。 飛行登録ナンバーはN163BP。                                                                           |
| P-63A-6-BE             | 42-68941         | 写真     | アメリカ     | 記念空軍(CAF)                                            | 公開     | 飛行可能 | 飛行登録ナンバーはN191H。 YouTubeの 「P-63A Flies After 40 Years!」 という動画で紹介されている。かつての様子            |
| P-63A-6-BE             | 42-69021         | 写真     | アメリカ     | ジョン・K・バグレー氏 (John K. Bagley)                   | 公開     | 飛行可能 | 飛行登録ナンバーはN163FS。 昔から飛行可能状態だったが、部品の劣化により途中で43-11223号機 を用いて修復された。          |
| P-63A-7-BE             | 42-69080         |          | アメリカ     | ヤンクス航空博物館                                       | 公開     | 静態展示 | 「Fatal Fang」。 飛行登録ナンバーはN94501。                                                                             |
| P-63A-9-BE             | 42-69775         |          | ロシア       | 空軍中央博物館                                           | 公開     | 静態展示 | |
| P-63A-10-BE            | 42-70255         |          | アメリカ     | 国立航空宇宙博物館 ポール・E・ガーバー・修復維持保存施設 | 公開     | 静態展示 | 「Edyth Louise」。 |
| P-63A-10-BE            | 42-70609         |          | アメリカ     | 軍事航空博物館                                           | 公開     | 静態展示 | ロシアで発見、修復されてからアメリカのファイター・ファクトリー へ移され修復の後、系列の軍事航空博物館へ移された。       |
| P-63A-?-BE             | 不明             |          | ロシア       | 大祖国戦争中央博物館                                     | 公開     | 静態展示 | |
| RP-63C-2-BE QF-63C-BE  | 43-11117         |          | アメリカ     | フロリダ航空博物館                                       | 公開     | 飛行可能 | 飛行登録ナンバーはN91448。1992年に44-4181を使って飛行可能状態まで修復。                                                 |
| P-63C-5-BE             | 43-11137 33-5    |          | イギリス     | ウィングス・ミュージアム                                 | 公開     | 静態展示 | |
| P-63C-5-BE             | 44-4011 33-594   |          | ロシア       | 大祖国戦争中央博物館                                     | 公開     | 静態展示 | |
| P-63C-5-BE             | 44-4144 33-729   |          | ロシア       | ウラル戦争・兵器博物館                                   | 公開     | 静態展示 | |
| P-63C-5-BE             | 44-4315 33-900   |          | イギリス     | ウィングス・ミュージアム                                 | 公開     | 静態展示 | |
| P-63C-5-BE             | 44-4368 33-953   |          | イギリス     | ウィングス・ミュージアム                                 | 公開     | 静態展示 | |
| P-63C-5-BE RP-63C-5-BE | 44-4393 33-978   |          | イギリス     | ダックスフォード帝国戦争博物館                           | 公開     | 飛行可能 | 飛行登録ナンバーはNL62822。                                                                                             |
| P-63E-1-BE             | 43-11727 FAH 400 |          | アメリカ     | ピマ航空宇宙博物館                                       | 公開     | 静態展示 | 飛行登録ナンバーはN9003R。                                                                                              |
| P-63C-?-BE             | 不明             |          | イギリス     | ウィングス・ミュージアム                                 | 公開     | 静態展示 | |
| P-63E-1-BE             | 43-11728 FAH 401 |          | アメリカ     | 国立アメリカ空軍博物館                                   | 公開     | 静態展示 | 飛行登録ナンバーはNX41964。 「ピンボール」と呼ばれた 有人標的機型のRP-63の 塗装がされている。                           |
| P-63E-1-BE             | 43-11730 FAH 402 | 写真     | ホンジュラス | トンコンティン国際空港航空博物館                         | 公開     | 静態展示 | 飛行登録ナンバーはN9001R。                                                                                              |
| P-63E-1-BE             | 43-11734         |          | アメリカ     | エアロクラフターズ株式会社 (Aerocrafters Inc)            | 公開     | 修復中   | |
| P-63F-BE               | 43-11719         |          | アメリカ     | 記念空軍(CAF)                                            | -        | 事故大破 | 拡大された垂直尾翼の試験用に作られ、2機製造されたP-63Fの唯一の現存機。飛行登録ナンバーはN6763。2022年11月の事故で大破。 |
| RP-63G-BE QF-63G-BE    | 45-57295         |          | アメリカ     | アメリカ空軍航空兵遺産博物館                             | 公開     | 静態展示 | |

その他
| 型名       | 番号            | 機体写真 | 国名 | 保存施設/管理者 | 公開状況 | 状態 | 備考 |
| ---------- | --------------- | -------- | ---- | --------------- | -------- | ---- | --- |
| P-63A-7-BE | 42-69097 33-397 |          | -    | -               | -        | 廃棄 | 「Trust Me」。 飛行登録ナンバーはNX52113。 2001年6月3日、英国Biggin Hill Air Fairで墜落により 破壊され、破棄された。墜落時の様子は、 YouTubeの 「P-63 Kingcobra Crash」 という動画で紹介されている。 |

## 退役後の事故
- 2022年11月12日 - ダラス・エグゼクティブ空港で開催された航空ショーにて、ボーイング・B-17と空中衝突して墜落[4]。

## 登場作品

### 小説
『大日本帝国欧州電撃作戦』
先に供与されたP-39と同様に日本陸軍航空隊の襲撃機部隊に配属され、地上攻撃に猛威を振るう。

### ゲーム
『War Thunder』
アメリカ通常ツリーにA-5型、A-10型、C-5型、ソ連課金枠に数種類がプレイヤーの操縦できる機体として登場。
『鋼鉄の咆哮 ウォーシップコマンダー』
アメリカ型の航空機として登場。史実通り37mm機関砲を搭載。航続距離は同時期の航空機と比べ短い。